# Sara Casasola
Sara Casasola (San Daniele del Friuli, 29 de noviembre de 1999) es una deportista italiana que compite en ciclismo en las modalidades de ciclocrós y ruta.
Ganó una medalla de plata en el Campeonato Mundial de Ciclocrós de 2025 y una medalla de bronce en el Campeonato Europeo de Ciclocrós de 2023.

## Medallero internacional

### Ciclocrós
| Campeonato Mundial | Campeonato Mundial    | Campeonato Mundial | Campeonato Mundial |
| Año                | Lugar                 | Medalla            | Competición        |
| ------------------ | --------------------- | ------------------ | ------------------ |
| 2025               | Liévin (Francia)      | Medalla de plata   | Relevo mixto       |
| Campeonato Europeo |                       |                    |                    |
| Año                | Lugar                 | Medalla            | Competición        |
| 2023               | Pontchâteau (Francia) | Medalla de bronce  | Individual         |